# Białko wiążące witaminę D

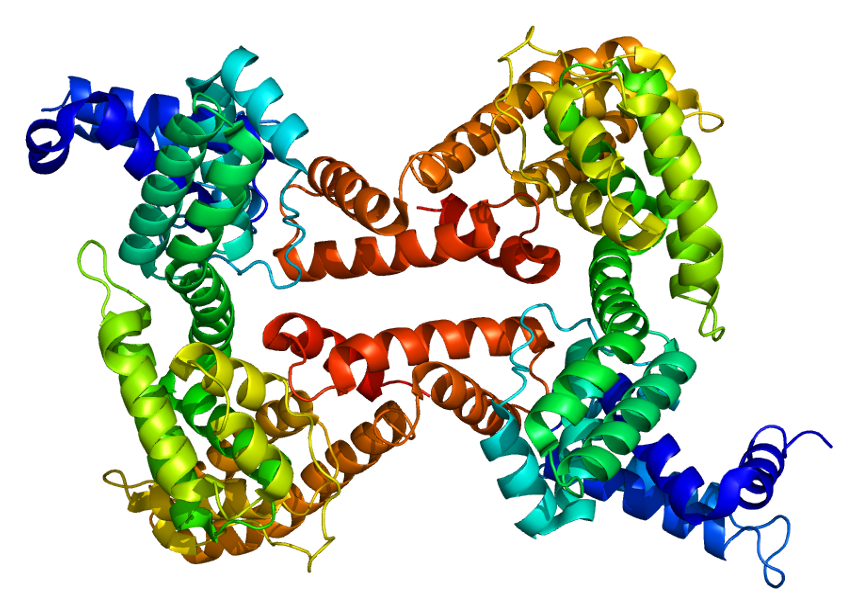
DBP

Białko wiążące witaminę D (w skrócie DBP lub VDBP od ang. Vitamin D Binding Protein), nazywana także gc-globuliną (od ang. group-specific component) – białko, które u kręgowców wiąże i transportuje we krwi witaminę D i jej metabolity. Występuje także w płynie mózgowo-rdzeniowym, w płynie puchlinowym, i na powierzchni niektórych komórek. Oprócz metabolitów witaminy D wiąże także aktynę i odgrywa pewną rolę w chemotaksji. DBP należy do grupy albumin i jest monomeryczną glikoproteiną.

## Budowa
Ludzka gc-globulina ma ciężar ok. ~58 kDa, jest zbudowane z 458 reszt aminokwasowych.
Gen kodujący gc-globulinę (GC) ma długość 1690 nukleotydów i zlokalizowany jest na chromosomie 4 (4q11–q13). Pierwszorzędowa struktura białka wyznaczona jest przez 28 cystein budujących wiązania disiarczkowe. GC zbudowana jest z trzech domen.
Ekspresję tego białka wykazano w wielu tkankach i różnych płynach ustrojowych, a wytwarzane jest głównie przez hepatocyty.